# Synclera subtessellalis
Synclera subtessellalis là một loài bướm đêm trong họ Crambidae.